# (276568) Joestübler
(276568) Joestübler est un astéroïde de la ceinture principale.

## Description
(276568) Joestübler est un astéroïde de la ceinture principale. Il fut découvert le 27 septembre 2003 à Linz par l'observatoire privé Meyer-Obermair. Il présente une orbite caractérisée par un demi-grand axe de 3,08 UA, une excentricité de 0,14 et une inclinaison de 7,0° par rapport à l'écliptique.